# Caractere
Der Caractere war eine spanische  Masseneinheit. Durch die Größe des Maßes rechnete man es zu den Medizinal- oder Apothekergewichten.
- 1 Caractere = 1/5 Gramm
- 1 Caractere = 4 Granos
- 3 Caractere = 1 Obole
- 6 Caractere = 1 Escrupulo
- 18 Caractere = 1 Drachma
- 144 Caractere = 1 Onca
- 1152 Caractere = 1 Marca